# Corryocactus erectus

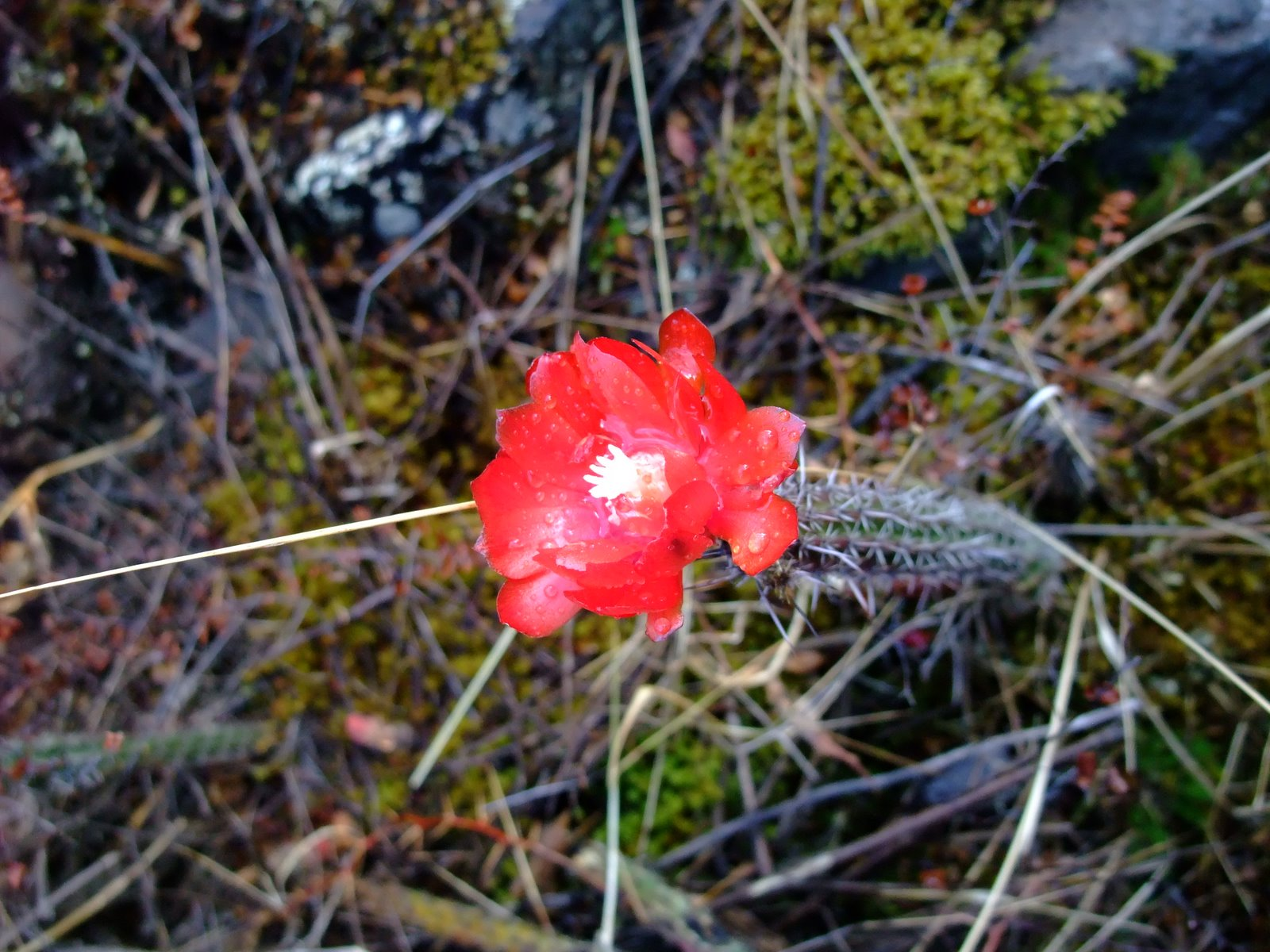
Blüte

Corryocactus erectus ist eine Pflanzenart in der Gattung Corryocactus aus der Familie der Kakteengewächse (Cactaceae). Das Artepitheton erectus stammt aus dem Lateinischen, bedeutet ‚aufrecht‘ und verweist auf die aufrechten Triebe.

## Beschreibung
Corryocactus erectus wächst halbniederliegend bis aufrecht, ist nur wenig verzweigt und erreicht Wuchshöhen von bis zu 1 Meter. Die schlanken, zylindrischen Triebe weisen Durchmesser von bis zu 3 Zentimeter auf. Es sind fünf bis neun schmale, nicht stark hervorstehende Rippen vorhanden. Die acht bis 18 hellen, ungleich langen, in alle Richtungen ausstrahlenden Dornen besitzen eine dunklere Basis und lassen sich nicht in Mittel- und Randdornen unterscheiden. Sie sind bis zu 1 Zentimeter lang.
Die hellroten bis zinnoberroten Blüten sind 2,5 bis 4 Zentimeter lang. Die hellroten Früchte erreichen einen Durchmesser von bis zu 2 Zentimeter.

## Verbreitung, Systematik und Gefährdung
Corryocactus erectus ist in der peruanischen Cusco verbreitet.
Die Erstbeschreibung als Erdisia erecta erfolgte 1942 durch Curt Backeberg. Friedrich Ritter stellte die Art 1981 in die Gattung Corryocactus.
In der Roten Liste gefährdeter Arten der IUCN wird die Art als „Vulnerable (VU)“, d. h. als gefährdet geführt.

## Nachweise